# Гюмюльджинелиоглу, Башак
Баша́к Гюмюльджинелио́глу Чытана́к (тур. Başak Gümülcinelioğlu Çıtanak; род. 22 октября 1991, Фатих, Стамбул) — турецкая актриса

, певица, автор песен, композитор, архитектор и переводчица

.

## Биография и карьера
Башак Гюмюльджинелиоглу родилась 22 октября 1991 года в Фатихе, Стамбул, Турция. Она окончила Анатолийскую среднюю школу Бахчелиэвлер, во время учёбы в которой посещала летние школы в Лондоне, Женеве и Брюсселе. После окончания школы, Гюмюльджинелиоглу училась в средней школе в Канзасе, США, в течение года по программе Американской полевой службы. Находясь в США, она сыграла в мюзикле и начала получать музыкально-театральное образование, но была вынуждена прекратить учёбу и вернуться в Турцию из-за болезни.
Гюмюльджинелиоглу продолжила получать высшее образование в Университете Бахчешехир, поступив на факультет архитектуры и дизайна. После окончания учёбы она продолжила обучение в области архитектурного дизайна в Стамбульском техническом университете и работала в архитектурном бюро. Продолжая обучение по магистерской программе, она сначала изучала актёрское мастерство в Центре искусств Мюждата Гезена, а затем была принята в актёрскую школу LAMDA в Лондоне, где изучала драму и актёрское мастерство.
Получив образование в Лондоне и вернувшись в Турцию, Гюмюльджинелиоглу три года работала в Стамбульском общественном театре и снималась в телесериалах. С 2020 по 2021 год она играла Пирил Байтекин в телесериале «Постучись в мою дверь», а также написала и исполнила песню «Sen Çal Kapımı» к сериалу, за которую получила премию «Number One Video Music» в категории «Лучшая музыка в телесериале».
С 9 октября 2022 года Гюмюльджинелиоглу замужем за актёром Чагры Чытанаком, с которым она начала встречаться в 2020 году. Её свекровь, Невбер Юрдал Чытанак, погибла во время землетрясения в Турции в феврале 2023 года. В мае 2025 года публично объявила о своей беременности.

## Фильмография
| Год       |   | Русское название      | Оригинальное название | Роль                      |
| --------- | - | --------------------- | --------------------- | ------------------------- |
| 2016      | с | Огонь в моём сердце   | Kalbim Yangın Yeri    | Белкыс в молодости        |
| 2018      | с | День 8                | 8. Gün                | Шехназ Юксель в молодости |
| 2019      | с | Ранняя пташка         | Erkenci Kuş           | Дениз Кескин              |
| 2020      | с | Незавершённая любовь  | Yarım Kalan Aşklar    | Чагла                     |
| 2020—2021 | с | Постучись в мою дверь | Sen Çal Kapımı        | Пирил Байтекин / Сезгин   |
| 2021—2022 | с | Правосудие            | Yargı                 | Нева Сечкин               |
| 2022      | с | Получится ли у нас?   | Bizden Olur Mu        | Бану                      |
| 2022—2023 | с | Сипахи                | Sipahi                | Эзги Санджаклы            |
| 2023      | с | Ты, я, он!            | Sen, Ben, O!          | Айлин                     |
| 2023      | с | У меня проблема       | Bir Derdim Var        | Сибель                    |
| 2024      | с | Сказка о пепле        | Kül Masalı            | Жале Гирайлы              |

## Награды и номинации
| Год  | Премия                                     | Категория                                       | Работа     | Результат |
| ---- | ------------------------------------------ | ----------------------------------------------- | ---------- | --------- |
| 2023 | Молодёжная премия Турции                   | Лучшая женская роль второго плана в телесериале | Сипахи     | Номинация |
| 2023 | Премия телевизионных звёзд газеты «Ayaklı» | Лучшая женская роль второго плана               | Правосудие | Победа    |